# 中法跨境电商交流峰会
中法跨境电商交流峰会（法语：Forum E-commerce Cross-border Franco-Chinois）或称海涛会、中法B2B2C跨境电商峰会，首届峰会由新欧洲易能传媒集团（法国互联网平台）和有赞集团共同主办。于2017年10月30日在法国巴黎第九区洲际酒店柏辽兹大厅首次举行。为促进中法跨境电子商务交流，第二届中法跨境电商峰会将于2018年10月24日在巴黎Pavillon Cambon举行，为中法双边电子商务领域企业提供交流对接平台。

## 外部連結
- 主办方:新欧洲网站（页面存档备份，存于）